# Åndalsnes
Åndalsnes ( ? i  escolteu-ne la pronunciació en noruec) és una ciutat situada al municipi de Rauma, comtat de Møre og Romsdal, Noruega. És part del districte tradicional de Romsdal i és el centre administratiu del municipi. La seva població és de 2.262 habitants (2015), i la seva superfície de 2.2 km², amb una densitat de població de 102,82 hab/km². El poble d'Isfjorden es troba a uns 7 quilòmetres a l'est, Veblungsnes es troba just a l'oest a través del riu Rauma, i Innfjorden es troba a uns 10 quilòmetres al sud-oest per la ruta europea E136.
La ciutat posseeix un equip de futbol, l'Åndalsnes IF, així com un periòdic, l'Åndalsnes Avis. La ciutat també posseeix un port anomenat el NATO kaia, el qual rep cada any la visita de diversos creuers, i és, de fet, el port que rep més turistes de tot el comtat.
Després de la invasió alemanya durant la Segona Guerra Mundial l'abril del 1940, les tropes angleses arribaren a Åndalsnes com a part d'un moviment de tenalla per a recuperar la ciutat de Trondheim. Degut a la falta de control aeri, les forces a Åndalsnes hagueren de retirar-se a principis de maig del 1940. El 1996, el consell municipal del municipi de Rauma declarà Åndalsnes ciutat.

## Geografia

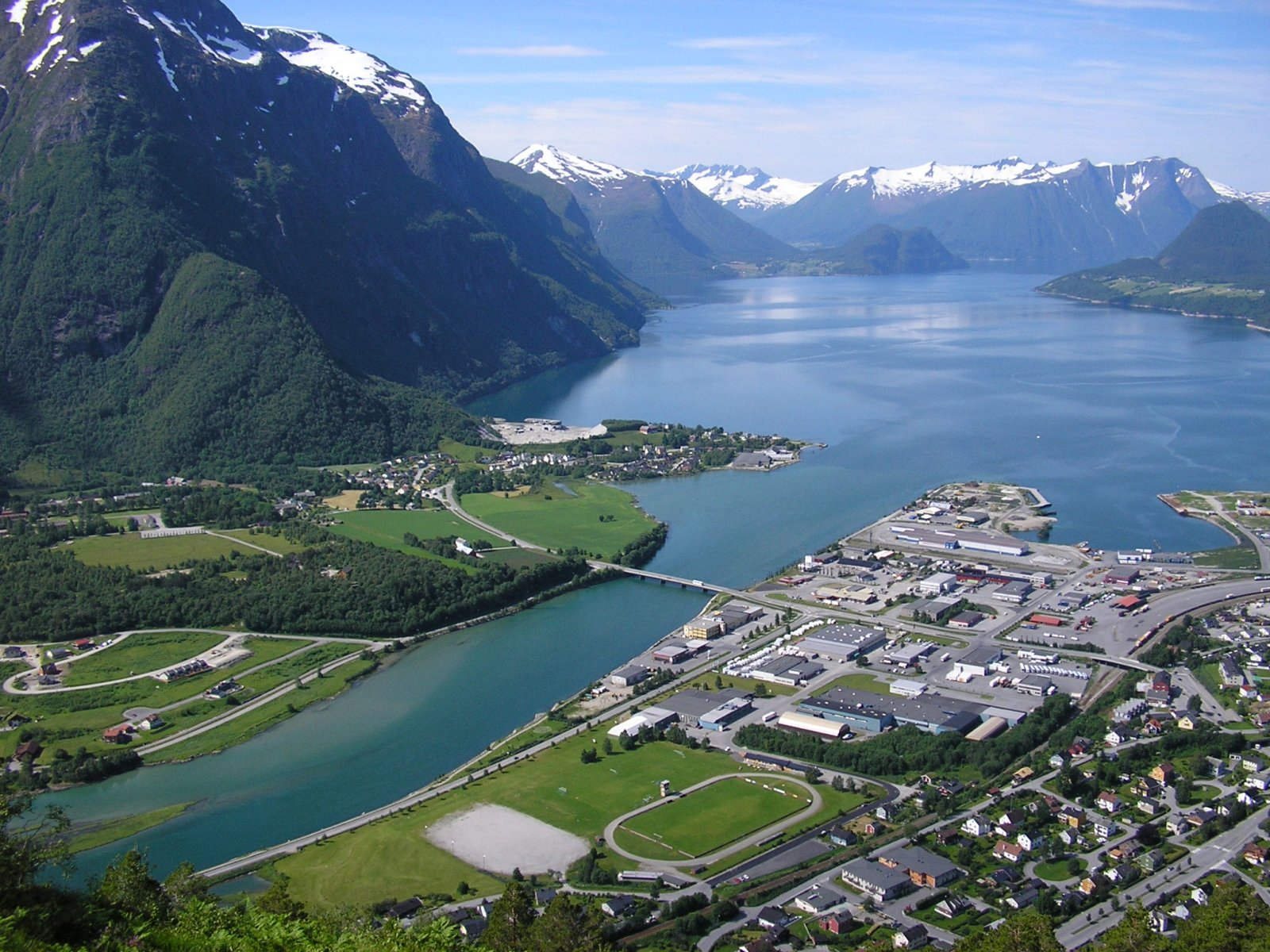
Vista de la zona del port i la desembocadura del riu.

Åndalsnes està situada a la vora del fiord de Romsdal prop d'on comença l'Isfjorden. També es troba a la desembocadura del riu Rauma, un dels primers rius de Noruega en què es va començar a pescar amb mosca al segle xix. La població de salmó del riu es troba actualment en procés de restauració després de veure fortes caigudes de la dècada del 1980 després d'una infestació amb el paràsit Gyrodactylus salaris. Com molts altres rius infestats, el riu Rauma està experimentant un augment de la població de la truita.
El riu flueix a través de la vall de Romsdal, que compta amb alguns dels paisatges més espectaculars de tot el país. Trollveggen (en català: el barranc del troll), una de les formacions rocoses a la vall, té un desnivell de més de 1.000 metres. És un lloc de Salt BASE.

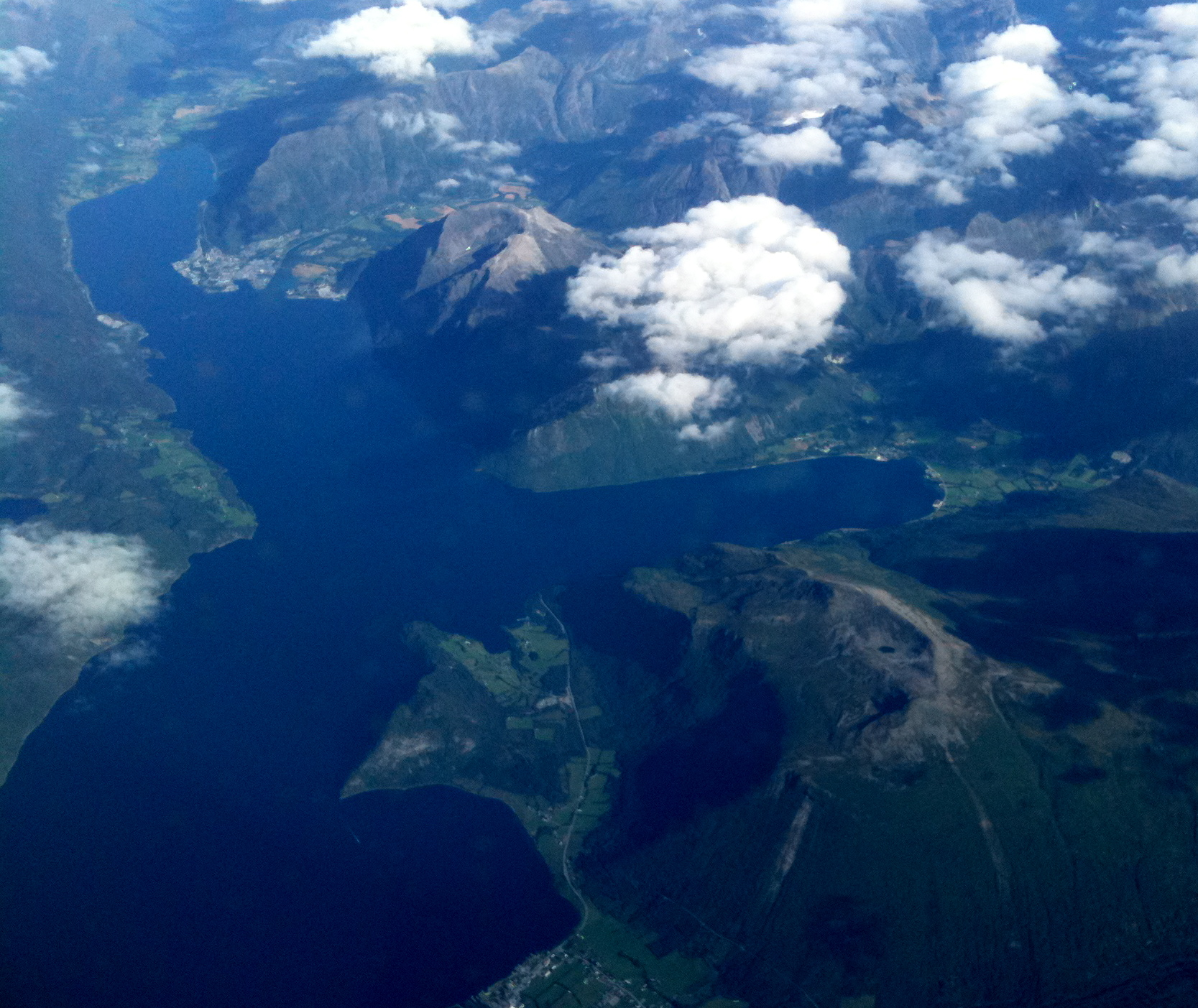
Vista de la part interna del fiord de Romsdal, amb Åndalsnes a la part superior esquerra de la imatge.

## Transports
La ruta europea E136 i la Carretera Comtal Noruega 64 passen a través d'Åndalsnes. La carretera 64 es dirigeix a les ciutats de Molde i Kristiansund al nord i la carretera E136 es dirigeix a la ciutat d'Ålesund a l'oest i a Dombås al sud-est. La línia ferroviària de Rauma acaba al port d'Åndalsnes, amb connexions d'autobús a les properes ciutats de Molde i Ålesund.